# キツツキと雨
『キツツキと雨』（キツツキとあめ）は、2012年の日本のコメディ映画。
キャッチコピーは『雨でも… きっと晴れるさ。』

## ストーリー
ある山村を舞台に、職人気質の木こりの男と、ゾンビ映画の撮影でやって来た気弱な新人映画監督の青年との交流を描く。

## キャスト
- 岸克彦 - 役所広司：木こり。2年前に妻を亡くして息子と2人暮らし。
- 田辺幸一 - 小栗旬：気弱な新人映画監督。25歳。
- 岸浩一 - 高良健吾：克彦の息子。無職。
- 麻生珠恵 - 臼田あさ美：主演女優。
- 鳥居 - 古舘寛治：ベテラン助監督。田辺に厳しい。
- 柴田 - 黒田大輔：助監督。後輩の助監督をいびる。
- 吉岡 - 森下能幸：撮影スタッフ。ゾンビ役でエキストラ出演。
- 野宮 - 高橋努：克彦の木こり仲間。親バカ。
- 篠田 - 嶋田久作：ベテラン撮影監督。
- 小沢ヨシオ ‐ 神戸浩：酒屋。
- ゴマ満春 - 平田満：ヒロインの父親役の俳優。
- 石丸 - 伊武雅刀：克彦の木こり仲間。
- 羽場敬二郎 - 山﨑努（特別出演）：ベテラン大物俳優。重い痔。
- その他 - りりィ、大島蓉子、井上肇、大和田健介、宇野祥平、小浜正寛、杉山彦々、奥野匡、大橋一三　ほか

## スタッフ
- 監督・脚本：沖田修一
- 脚本：守屋文雄
- 音楽：omu-tone
- 撮影：月永雄太
- 美術：安宅紀史
- 録音：岩丸恒
- 照明：高坂俊秀
- 編集：佐藤崇
- 助監督：海野敦
- 音響効果：佐藤祥子
- 音楽プロデューサー：安井輝
- 残酷効果：石野大雅
- 特殊効果：小林正巳
- 林業指導：フォレスト萩原
- 林業取材：吾野原木センター
- 方言指導：丸山源、いちかわあつき、田口友弘
- 岐阜キャスティング協力：丸プロ
- ロケ協力：岐阜フィルムコミッション、多治見フィルムエンジン、恵那市、中津川市、瑞浪市、白川町、東白川村、明知鉄道、南木曽町教育委員会、南木曽町観光協会　ほか
- VFX・技術協力・ラボ：IMAGICA
- 企画：佐々木史朗、嵐智史
- プロデューサー：春藤忠温、佐藤美由紀、大森氏勝
- 製作委員会メンバー：角川映画、オフィス・シロウズ、関西テレビ放送、衛星劇場、トライストーン・エンタテイメント、NTTドコモ、Yahoo! JAPAN、読売新聞社、パレード
- 製作プロダクション：オフィス・シロウズ、パレード
- 配給：角川映画

## 受賞
- 第24回東京国際映画祭 審査員特別賞
- 第8回ドバイ国際映画祭 最優秀脚本賞（沖田修一、守屋文雄）、最優秀編集賞（佐藤崇）、最優秀男優賞（役所広司）
- 第12回ニッポン・コネクション ニッポン・シネマ賞